# Nephele charoba
Nephele charoba är en fjärilsart som beskrevs av Kirby 1877. Nephele charoba ingår i släktet Nephele och familjen svärmare. Inga underarter finns listade i Catalogue of Life.